# Independence (Kansas)
Independence és una població dels Estats Units a l'estat de Kansas. Segons el cens del 2000 tenia 9.846 habitants.

## Demografia
Segons el cens del 2000, Independence tenia 9.846 habitants, 4.149 habitatges, i 2.609 famílies. La densitat de població era de 764,9 habitants/km².
Dels 4.149 habitatges en un 30,2% hi vivien nens de menys de 18 anys, en un 46,8% hi vivien parelles casades, en un 12,3% dones solteres, i en un 37,1% no eren unitats familiars. En el 32,7% dels habitatges hi vivien persones soles el 15,2% de les quals corresponia a persones de 65 anys o més que vivien soles. El nombre mitjà de persones vivint en cada habitatge era de 2,32 i el nombre mitjà de persones que vivien en cada família era de 2,93.
Per edats la població es repartia de la següent manera: un 25,7% tenia menys de 18 anys, un 8,9% entre 18 i 24, un 26,1% entre 25 i 44, un 21,3% de 45 a 60 i un 18% 65 anys o més.
L'edat mediana era de 37 anys. Per cada 100 dones de 18 o més anys hi havia 84,9 homes.
La renda mediana per habitatge era de 29.574 $ i la renda mediana per família de 37.134 $. Els homes tenien una renda mediana de 26.552 $ mentre que les dones 20.017 $. La renda per capita de la població era de 15.496 $. Entorn de l'11,4% de les famílies i el 13,1% de la població estaven per davall del llindar de pobresa.

## Poblacions més properes
El següent diagrama mostra les poblacions més properes.